# Río Rutka
El río Rutka (del ruso: Рутка) es un río de Rusia, afluente del Volga.

## Geografía
El río tiene una longitud de 153 km y una cuenca que se extiende sobre 1950 km². Su caual medio es de 7.32 m³/s a 51 km de la desembocadura. El Rutka nace a unos 80 km al noroeste de Yoshkar-Olá, en el óblast de Nizhni Nóvgorod, cerca de los límites de este con el óblast de Kirov y la república de Mari-El. Toma dirección sur y sudoeste, atravesando paisajes agrícolas. Entra en Mari-El, al pasar el pueblo Stáraya Rutka, se introduce en la depresión de Mari y desemboca en el embalse de Cheboksary del Volga, enfrente de Kozmodemiansk.
Se congela generalmente de noviembre a abril. Es navegable y muy popular entre los amanates de las barcas.